# SeeYa
Le SeeYa (씨야?) sono un gruppo musicale sudcoreana, formatosi a Seul nel 2006 e scioltasi nel 2011.

## Nota sul nome
Il nome viene dalle frasi inglesi See You Always e See You Again, che stanno a significare il desiderio del gruppo di vivere in eterno attraverso la loro musica ed i loro fan. Al debutto iniziale, il gruppo è stato spesso paragonato ai più famosi SG Wannabe, arrivando ad essere etichettato come una loro versione femminile.

## Storia

### 2006-2007: debutto, e successo conLovely Sweet Heart
Le SeeYa nacquero come trio da un'idea dei produttori del trio vocale maschile SG Wannabe, i quali avevano in mente di creare una loro versione femminile. A comporre il gruppo originario furono la leader Nam Gyu-ri, Lee Bo-ram e Kim Yeon-ji. Il primo album delle SeeYa fu co-prodotto dagli stessi SG Wannabe, e molti dei testi furono scritti da compositori che avevano precedentemente lavorato con il trio maschile. Gli album successivi, tuttavia, videro un distanziamento del trio femminile dallo stile e dal genere musicale degli SG Wannabe.
L'album di debutto delle SeeYa, intitolato The First Mind, fu pubblicato il 24 febbraio 2006, lanciato con i singoli "A Woman's Scent" (여인의 향기) e "Shoes" (구두). L'album contiene anche un duetto con gli SG Wannabe, intitolato "Because I Love You" (사랑하기 때문에). Il successivo successo del gruppo fu "Crazy Love Song" (미친 사랑의 노래), parte della colonna sonora del drama coreano Tumyeong-ingan Choi Jang-soo (The Invisible Man, 투명인간 최장수). Del singolo fu fatta anche una versione dance.
Il secondo album delle SeeYa, Lovely Sweet Heart, fu pubblicato il 25 maggio 2007. L'album vendette 81 723 copie solo nel 2007, divenendo il quinto album più venduto dell'anno in Corea del Sud secondo le statistiche dell'Associazione dell'Industria Musicale della Corea. Il primo singolo tratto dall'album, "Love's Greeting" (사랑의 인사), vinse due premi musicali nel 2007, ai Golden Disk Awards ed agli MKMF Awards. I successivi singoli tratti dall'album furono "Shall We Marry" (결혼 할까요) e "Ice Doll" (얼음 인형).

### 2008-2009: nuovi album e ritiro di Nam Gyu-ri
Il 2 gennaio 2008, le SeeYa pubblicarono California Dream, un album dai contenuti speciali che presentava anche alcune canzoni registrate dai membri singolarmente come parte di un progetto parallelo. Tra queste figurano "The Day", cantata da Kim Yeon-ji insieme a Jea delle Brown Eyed Girls; Flying In The Deep Night (깊은 밤을 날아서), cantata da Nam Gyu-ri per la colonna sonora di un film; la canzone The First Time In That Place (처음 그 자리에), per la colonna sonora del teen drama Full House, cantata da Lee Bo-ram con la partecipazione di altri artisti connazionali. Nell'album sono presenti anche tre canzoni inedite, tra le quali il singolo Sad Footsteps o Shoes II (슬픈 발걸음, 구두 II), pubblicata originariamente su internet a metà dicembre e poi in formato reale quando iniziò a scalare le classifiche. Il 31 gennaio 2008, le SeeYa vinsero il Main Award ai Seoul Music Awards.
A maggio dello stesso anno, le SeeYa collaborarono con i gruppi della stessa etichetta Davichi e Black Pearl per formare un gruppo progetto parallelo di nome Color Pink. Le Color Pink, tuttavia, pubblicarono un solo singolo intitolato Blue Moon.
Il terzo album delle SeeYa, Brilliant Change, fu pubblicato il 26 settembre 2008, preceduto dal singolo elettronico Hot Girl, in netto contrasto con le ballad che erano il marchio di fabbrica del trio. Lee Hyori, una delle più importanti artiste sudcoreane, commentò l'album delle SeeYa definendolo "un gruppo che non ha solamente talenti canori, ma possiede tutto; ho avuto la possibilità di vedere bene i loro talenti nascosti, in quanto essendo io loro mentore nella stessa compagnia siamo abbastanza vicine". Aggiunse poi: "Ho avuto un'anteprima dell'album completo e sono stata sorpresa della loro trasformazione. Questo è un album dove si possono notare tutte le sfaccettature delle SeeYa". Durante la promozione dell'album, il gruppo sdrammatizzò sulla percezione generale che fossero principalmente un veicolo per aumentare la fama di Nam Gyu-ri, tanto da aver ricevuto il soprannome di "Nam e le altre" dai seguaci del k-pop, che sottolineavano in questo modo l'organizzazione Nam-centrica del trio.
Ad aprile del 2009, la loro compagnia manageriale, Core Contents Media, annunciò che Nam Gyu-ri aveva smesso di partecipare alle attività del gruppo, violando così i termini del proprio contratto; la compagnia dichiarò, inoltre, che ciò avrebbe potuto portare a delle conseguenze legali verso la cantante. Da parte sua, Nam dichiarò invece che il suo contratto era ormai concluso e che non era più legata alla compagnia manageriale o alle stesse SeeYa. Sul suo blog, parve riferirsi al capo della Core Contents Media come a "il diavolo", e accusò le altre componenti del trio di farla sentire sola.
A maggio del 2009, le SeeYa formarono un progetto parallelo insieme ai gruppi femminili Davichi e T-ara, pubblicando un singolo intitolato Women's Generation/Eternal Love. Kim Yeon-ji descrisse questa collaborazione come "una continuazione del progetto Color Pink". Per l'8 giugno 2009, Women's Generation/Eternal Love stava scalando le classifiche di vendita coreane già da quattro settimane consecutive, raggiungendo la quarta posizione come canzone più scaricata sui cellulari del 2009. Durante una conferenza stampa in occasione della proiezione del video musicale del singolo, i due membri rimanenti delle SeeYa, Kim Yeon-ji e Lee Bo-ram, espressero la loro opinione sul comportamento di Nam Gyu-ri, definendolo "tradimento" e dichiarandosi deluse e confuse dalle affermazioni della ex-compagna di essere stata trattata male. Lee raccontò che, al contrario, la casa discografica assecondava le richieste di Nam di cambiare il personale al punto che non c'erano più stylist con cui lavorare, che Nam accettava di partecipare agli album solo se le sue parti fossero state ampliate, e che godeva di un trattamento preferenziale che spesso danneggiava le SeeYa, impedendo al gruppo di partecipare agli eventi poiché era occupata in altre attività che le rendevano impossibile essere presente.
Il 15 luglio 2009, la Core Contents Media annunciò che i malintesi erano stati risolti e che Nam Gyu-ri avrebbe ripreso le attività con il gruppo, ma la cantante lo lasciò definitivamente il 13 agosto. Da quella data, partì la ricerca di una cantante che potesse rimpiazzarla. Poco dopo, fu rivelato che la sostituta sarebbe stata Lee Soo-mi. Il 28 ottobre dello stesso anno, fu pubblicato il primo EP del trio, Rebloom, anticipato dal singolo His Voice (그 놈 목소리), il cui video ottenne parecchie attenzioni su internet a causa della coreografia interpretata dalle cantanti, e soprannominata "bully dance".

### 2010-2012: ultimi lavori, scioglimento e The SeeYa
Alla fine delle promozioni di Rebloom, le SeeYa collaborarono nuovamente con le Davichi e le T-ara per la pubblicazione di una canzone intitolata "Wonder Woman" (원더우먼), nel gennaio 2010. Nello stesso mese, fu anche reso noto che Nam Gyu-ri aveva contattato l'etichetta discografica chiedendo scusa per il suo comportamento. Il 17 febbraio 2010, Kim Yeon-ji pubblicò il suo primo singolo solista, "Let's Meet Again" (우리 다시 만나요), mentre ad aprile dello stesso anno le SeeYa registrarono "Touch My Heart" (가슴이 뭉클), canzone appositamente inserita nella colonna sonora del teen drama Personal Taste.
Il 23 luglio 2010, fu annunciato che Lee Soo-mi avrebbe lasciato il gruppo per entrare a far parte dei Co-Ed School (남녀공학) sempre sotto l'etichetta Core Contents Media. Questa, inoltre, dichiarò che non si sarebbero fatti dei provini per cercare un membro che la rimpiazzasse, e che Kim Yeon-ji e Lee Bo-ram avrebbero continuato ad essere le SeeYa come duo canoro. Il 10 ottobre 2010, realizzarono la canzone "No Farewells" per l'album TWENTYth Urban del cantante e compositore Lee Kyung-sub, e poco dopo tornarono a collaborare con le Davichi per "You're All Grown Up".
Il 13 dicembre, la casa discografica confermò che il duo si sarebbe sciolto dopo l'uscita dell'album successivo, e dichiarò che la decisione era stata presa dai componenti, che volevano intraprendere strade diverse. Il presidente dell'etichetta, Kim Kwang-soo, chiese pubblicamente a Kim Yeon-ji di rinnovare il contratto, sostenendo che il gruppo poteva continuare se lei avesse deciso in tal senso. Tuttavia, alcuni media si dichiararono scettici sulle motivazioni della casa discografica, facendo notare che in passato aveva attaccato gli artisti che avevano rifiutato di rinnovare il contratto, e suggerendo che l'intervista con Kim Kwang-soo servisse solo per intralciare Kim Yeon-ji nel passaggio a una nuova etichetta. Nam Gyu-ri decise di riunirsi alle ex-compagne per le ultime promozioni. L'ultimo album, una raccolta intitolata See You Again, contenente anche due brani inediti, uscì il 21 gennaio 2011. Il gruppo si sciolse il 30 gennaio, dopo l'ultima esibizione durante il programma Inkigayo.
Nel novembre 2012, la Core fece debuttare un quartetto che prendeva le SeeYa come modelli, e che si sarebbe chiamato The SeeYa.

## Formazione
Ultima formazione
- Lee Bo-ram (17 febbraio 1987) – voce (2006-2011)
- Kim Yeon-ji (30 ottobre 1986) – canto (2006-2011)

Ex-membri
- Nam Gyu-ri (26 aprile 1985) – canto (2006-2009, 2011)
- Lee Soo-mi (3 marzo 1989) – canto (2009-2010)

## Discografia

### Album in studio
- 2006 – The First Mind (Poibos Co. Ltd)
- 2007 – Lovely Sweet Heart (Poibos Co. Ltd)
- 2008 – California Dream (Poibos Co. Ltd)
- 2008 – Brilliant Change (Poibos Co. Ltd)

### EP
- 2009 – Rebloom (Poibos Co. Ltd)

### Raccolte
- 2007 – All Star: Composer Jo Young Soo Project Album 1st (CJ Music)
- 2008 – All Star: 2nd album Vol.4 - SEEYA & LEEJIHYE (CJ Music)
- 2011 – See You Again (Core Contents Media/Mnet Media)

## Riconoscimenti
| Anno | Premio                            | Categoria                           | Risultato |
| ---- | --------------------------------- | ----------------------------------- | --------- |
| 2006 | Korea Entertainment and Art Award | Miglior gruppo canoro femminile     | Vinto     |
| 2006 | Asia Song Festival                | Miglior gruppo esordiente           | Vinto     |
| 2006 | M.NET/KM Music Festival (MKMF)    | Migliore colonna sonora             | Vinto     |
| 2006 | Seoul Music Awards                | Miglior gruppo esordiente           | Vinto     |
| 2006 | Golden Disk Awards                | Miglior gruppo esordiente           | Vinto     |
| 2006 | Music Awards                      | Miglior gruppo femminile esordiente | Vinto     |
| 2007 | M.NET/KM Music Festival (MKMF)    | Miglior gruppo femminile            | Vinto     |
| 2007 | Golden Disk Awards                | Digital phonograph record           | Vinto     |
| 2008 | Seoul Music Awards                | Main Award                          | Vinto     |